# Selago capitellata
Selago capitellata är en flenörtsväxtart som beskrevs av Rudolf Schlechter. Selago capitellata ingår i släktet Selago och familjen flenörtsväxter. Inga underarter finns listade i Catalogue of Life.